# الانتخابات العامة في البوسنة والهرسك 2022
من المُقرر أن تُجرى الانتخابات العامة في البوسنة والهرسك في أكتوبر 2022. سينتخب الناخبون خلال هذه الانتخابات كُلا من أعضاء مجلس الرئاسة ومجلس النواب، فضلا عن أعضاء المجالس التشريعية في كُل من اتحاد البوسنة والهرسك وجمهورية صرب البوسنة، إضافة إلى أعضاء الهيئات التشريعية في الكانتونات العشرة لاتحاد البوسنة والهرسك.

## النظام الانتخابي
يفوز بالمقاعد الثلاثة في مجلس الرئاسة المُرشحين الذين حصلوا على أغلبية أصوات الناخبين. في جمهورية صرب البوسنة، ينتخب الناخبون مُمثل صرب البوسنة في المجلس، بينما ينتخب الناخبون في اتحاد البوسنة والهرسك مُمثلي كُل من البوشناق والكروات في هذا المجلس. يُنتخب أعضاء مجلس النواب البالغ عددهم 42 عضوًا عن طريق التمثيل النسبي للقائمة المفتوحة [الإنجليزية] في دائرتين انتخابيتين، هُما اتحاد البوسنة والهرسك وجمهورية صرب البوسنة.